# Gantiganahalli, Chik Ballapur
Gantiganahalli là một làng thuộc tehsil Chik Ballapur, huyện Kolar, bang Karnataka, Ấn Độ.